# Kollegiatstift Vilshofen
Das Kollegiatstift Vilshofen ist ein ehemaliges Kollegiatstift in Vilshofen an der Donau in Bayern in der Diözese Passau.

## Geschichte
Das St. Johannes Baptist geweihte Stift wurde 1376 durch Heinrich Tuschl von Söldenau gegründet. Das Kollegiatstift erhielt viele Privilegien und Schenkungen. Auch die Pfarrkirche von Vilshofen wurde zu einer Kollegiatstiftskirche erhoben.
1794 verwüstete ein Brand das Kollegiatstift. Es wurde 1803 im Zuge der Säkularisation aufgelöst. Die 1794 niedergebrannte Stiftskirche wurde 1803 als Pfarrkirche wieder aufgebaut und mit Einrichtungsgegenständen aus der Kirche des ehemaligen Augustinerchorherrenstifts St. Nikola in Passau und aus der Klosterkirche von Kloster Aldersbach ausgestattet. Im Stiftsgebäude wurde der Pfarrhof untergebracht.

## Stiftspröpste (Auswahl)
- Ulrich von Nußberg, erster Stiftspropst (1376–1395)
- Andreas, fünfter Stiftspropst (1403–1412), Weihbischof in Passau
- Gregor Schaffmannsberger (1487–1519), Rat des bayerischen Herzogs Georg
- Simon Rudolph, von 1528 bis 1530 Domherr in Freising
- Wolfgang Goppinger (1530–1541), Domherr zu St. Stephan in Wien
- Michael Benz (1570–1578), Domherr zu Passau
- Paulus Hugo von Schelking (1578–1599), herzoglich bayerischer Rat
- Wolfgang Hannemann (1599–1607), Domherr zu Freising und herzoglich bayerischer Rat
- Joseph Dunzinger (1752–1772), ein geborener Vilshofener
- Joseph Prünner (1787–1803), Stadtpfarrer von Vilshofen und letzter Stiftspropst